# Clubiona pala
Clubiona pala is een spinnensoort uit de familie  struikzakspinnen (Clubionidae). De soort komt voor in de Molukken.